# Diamantbewerkersbrug
De Diamantbewerkersbrug is een voetgangersbrug in Amsterdam-Centrum.
De brug ligt in het verlengde van de kade van de Onbekendegracht en overspant de Nieuwe Achtergracht.

## Brug

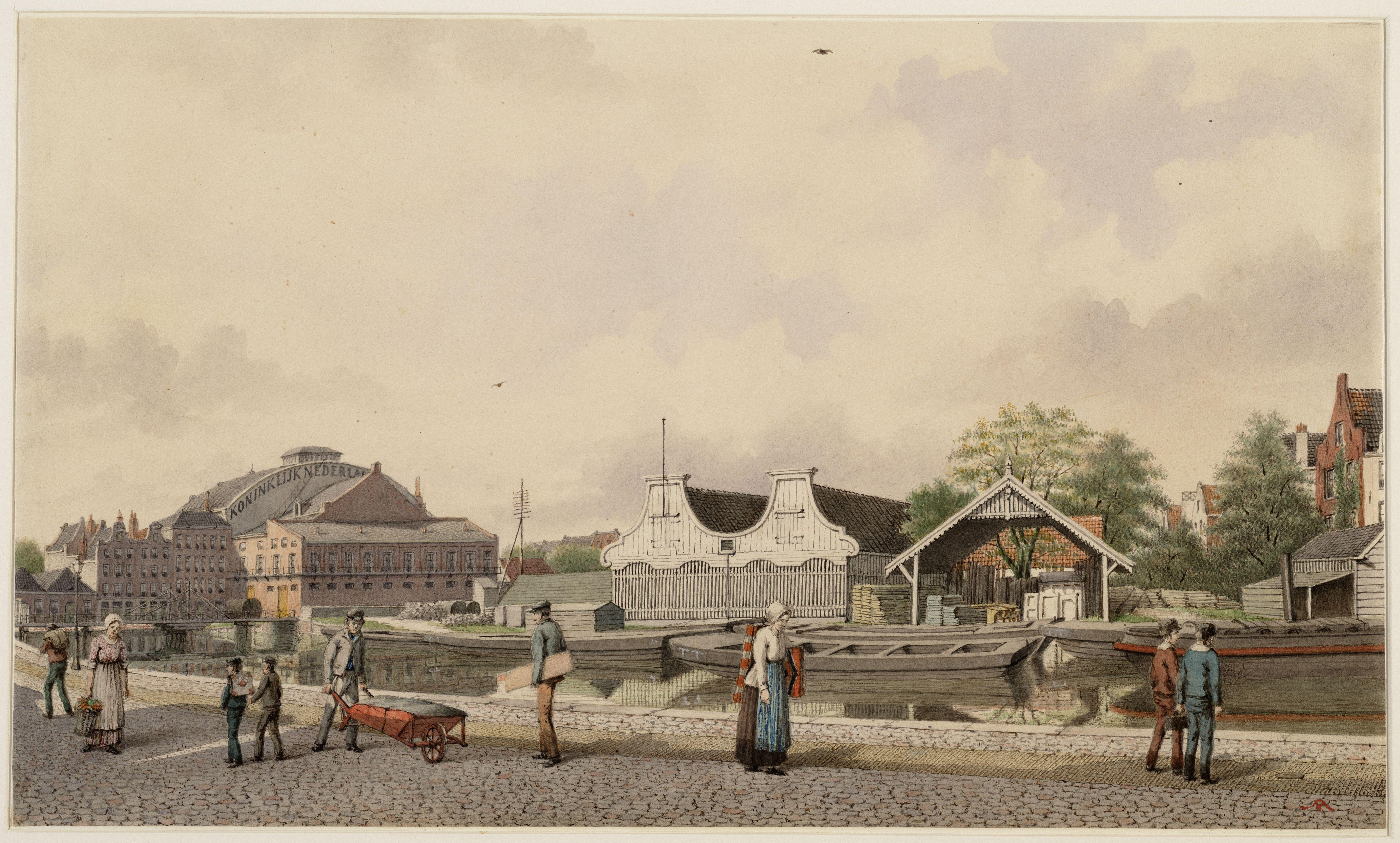
Links de brug voor Carré (1895)

Rond 1850 lag hier een houten brug (vermoedelijk een ophaalbrug), die vervangen moest worden. Men opteerde toen voor een draaibrug. Deze brug werd in 1895 vastgelegd door Johan Rieke, die ook de achterkant van Carré vastlegde. De brug bestond uit drie delen. Vanuit het zuiden en noorden kwamen aanbruggen, die naar het draaigedeelte leidde. De brug was toen nog geen openbare ruimte; aan een van de zijden was een toegangspoort geplaatst. 
Die draaibrug werd in 1899 vervangen door een vaste brug.  Voor de brug werd in april 1900 de heistelling geplaatst voor de eiken fundering; de brug is grotendeels van metaal, gietijzer. Hij werd aangelegd vlak na de oplevering van brug 253. Het gehele terrein aan de achterzijde van waar nu Theater Carré staat, werd toen opnieuw ingericht met demping van stukken gracht aan toe Dit was in verband met het vertrek van de stadstimmertuinen/houttuinen. De brug is daarna nauwelijks aangepast, ook al vond men in het midden van de 20e eeuw dit soort bruggen "lelijk".. Gezien de geringe last die de brug moet dragen, zal ze het nog wel tijd uithouden. In 1995 werd ze uitgeroepen tot gemeentelijk monument. 

## Renovatie

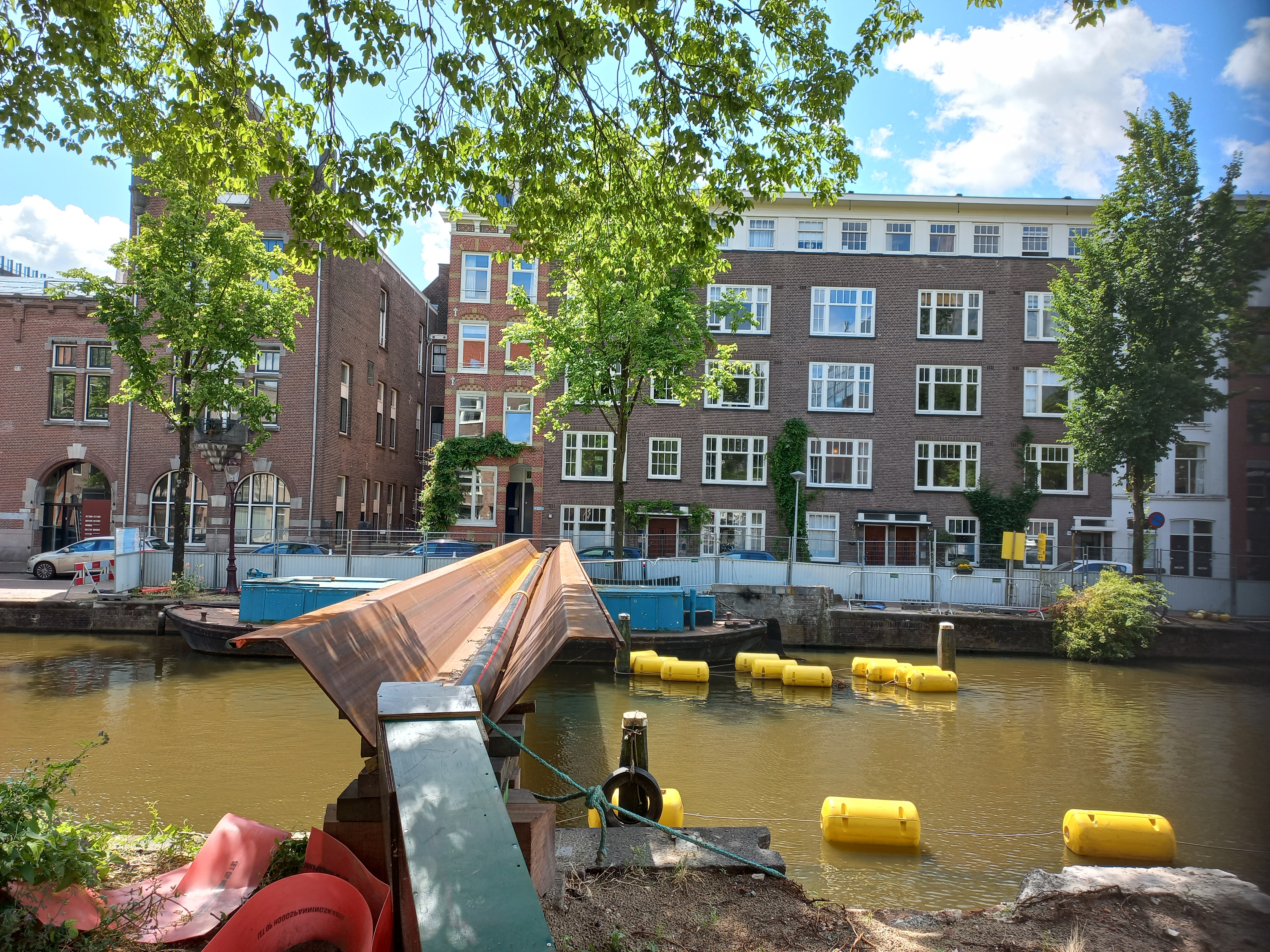
Bruggetje voor kabels (juli 2023)

Rond 2020 werd geconstateerd dat de brug toch groot onderhoud nodig had. Omdat werkzaamheden niet ter plekke konden worden uitgevoerd werd de brug uit elkaar gehaald en naar elders werd verscheept. Allereerst moet de beschermlaag verwijderd worden alvorens reparatie en vervanging van onderdelen kan plaatsvinden. Ook wordt de brug bij die werkzaamheden voorzien van een nieuwe beschermlaag en nieuw loopdek. Omdat het een gemeentelijk monument (200862) betreft kunnen slechts op kleine schaal wijzigingen worden aangebracht. In mei 2023 was de verwachting dat de brug in het najaar weer op haar plek zou liggen, dan zijn tevens de trapjes naar de brug gerenoveerd. Voor de bekabeling werd een damwand als geleidegoot gebruikt. In september 2023 kwam bericht dat genoemde termijn niet haalbaar is; men verwachtte oplevering toen in het tweede kwartaal in 2024.

## Tenaamstelling
De brug ging tot 2016 naamloos door het leven als brug nr. 252. In 2016 kon bij de Gemeente Amsterdam voorstellen ingediend worden voor eventuele tenaamstellingen van bruggen, mits die naam iets te maken had met de buurt waarin de brug ligt. De Diamantbewerkersbrug ligt in de buurt waar ooit veel diamantbewerkers hun werkplaats hadden. Bovendien staat de Diamantbeurs in de omgeving (Nieuwe Achtergracht / Weesperplein).
<<< · 200 · 201 · 202 · 203 · 204 · 205 · 206 · 207 · 208 · 209 ·  210 · 211 · 212 · 213 · 214 · 215 · 216 · 217 · 218 · 220 · 221 · 222 · 223 · 224 · 225 · 226 · 227 · 228 · 228P · 229 · 230 · 231 · 232 · 233 · 234 · 235 · 236 · 237 · 238 · 239 ·  240 · 241 · 242 · 243 · 244 · 245 · 246 · 247 · 248 · 249 ·  250 · 251 · 252 · 253 · 254 · 255 · 256 · 257 · 258 · 259 · 260 · 261 · 262 · 263 · 264 · 265 · 266 · 267 · 270 · 271 · 272 · 273 · 274 · 275 · 277 · 278 · 279 · 280 · 281 · 283 · 285 · 286 · 287 · 288 · 289 · 290 · 291 · 292 · 293 · 295 · 296 · 297 · 298 · 299 · >>>
Brugnummers 219, 268, 269, 276, 282, 284, 294 zijn niet (meer) in omloop.